# Rosmus Sogn
Rosmus Sogn er et sogn i Syddjurs Provsti (Århus Stift).
I 1800-tallet var Rosmus Sogn anneks til Hyllested Sogn. Begge sogne hørte til Djurs Sønder Herred i Randers Amt. Hyllested-Rosmus  sognekommune blev ved kommunalreformen i 1970 indlemmet i Ebeltoft Kommune, som ved strukturreformen i 2007 indgik i Syddjurs Kommune.
I Rosmus Sogn ligger Rosmus Kirke.
I sognet findes følgende autoriserede stednavne:
- Attrup (bebyggelse, ejerlav)
- Attrup Kær (bebyggelse)
- Attrup Nygårde (bebyggelse)
- Balle (bebyggelse, ejerlav)
- Balle Kær (bebyggelse)
- Birkesig (bebyggelse)
- Birket (bebyggelse)
- Dyrehaven (areal)
- Enegårde (bebyggelse)
- Ny Balle (bebyggelse)
- Nørresø (vandareal)
- Rosmus (bebyggelse, ejerlav)
- Rugård (ejerlav, landbrugsejendom)
- Rugårdsstrand (bebyggelse)
- Ørup (bebyggelse, ejerlav)